# Стубла (приток Горыни)
Сту́бла (Сту́базка) — река на Украине в западном Полесье, левый приток Горыни. Длина реки 86 километров, площадь водосборного бассейна равна 1350 км². Уклон реки равен 1,4 м/км.
Начинается на юго-восточной окраине села Мизоч. Течёт сначала на северо-запад через Стеблевку, Княгинино, Варковичи, затем поворачивает на север. Протекает через Жорнов, Сатыев, Зарецк. В среднем течении русло реки канализировано, скорость течения воды 0,3 м/с. В нижнем течении протекает мимо Клевани. Впадает в Горынь слева на расстоянии 279 километров от её устья в селе Жобрин. В низовьях имеет ширину 7 метров и глубину 0,8 метра.
Основные притоки — Суховский (лв), Устье (пр), Козелька (лв), Хомут (пр), Розинка (лв), Борисовка (лв). Согласно Каталогу речек Украины притоком Стублы является Путиловка; согласно картам она впадает в Горынь вблизи устья Стублы.